# Associazione Calcio Lanerossi Vicenza 1964-1965
Questa voce raccoglie le informazioni riguardanti l'Associazione Calcio Lanerossi Vicenza nelle competizioni ufficiali della stagione 1964-1965.

## Rosa
| N. |                   | Ruolo | Calciatore           |
| -- | ----------------- | ----- | -------------------- |
|    | Italia (bandiera) | P     | Franco Luison        |
|    | Italia (bandiera) | P     | Edo Patregnani       |
|    | Italia (bandiera) | P     | Adriano Bardin       |
|    | Italia (bandiera) | D     | Sergio Carantini     |
|    | Italia (bandiera) | D     | Giulio Savoini       |
|    | Italia (bandiera) | D     | Amedeo Stenti        |
|    | Italia (bandiera) | D     | Gianfranco Volpato   |
|    | Italia (bandiera) | C     | Lucio Dell'Angelo    |
|    | Italia (bandiera) | C     | Sandro Tiberi        |
|    | Italia (bandiera) | C     | Giobatta Zoppelletto |

| N. |                    | Ruolo | Calciatore        |
| -- | ------------------ | ----- | ----------------- |
|    | Italia (bandiera)  | C     | Giorgio De Marchi |
|    | Italia (bandiera)  | C     | Domenico Fontana  |
|    | Italia (bandiera)  | A     | Giovanni Vastola  |
|    | Italia (bandiera)  | A     | Luigi Menti       |
|    | Brasile (bandiera) | A     | Luís Vinício      |
|    | Italia (bandiera)  | A     | Giordano Colausig |
|    | Uruguay (bandiera) | A     | Héctor Demarco    |
|    | Italia (bandiera)  | A     | Sergio Campana    |
|    | Italia (bandiera)  | A     | Giovanni Console  |

## Risultati

### Serie A

#### Girone di andata
| 13 settembre 1964 1ª giornata | Lanerossi Vicenza | 0 – 0 | Sampdoria |  |

| 20 settembre 1964 2ª giornata | Bologna | 3 – 0 | Lanerossi Vicenza |  |

| 27 settembre 1964 3ª giornata | Lanerossi Vicenza | 2 – 3 | Milan |  |

| 4 ottobre 1964 4ª giornata | Cagliari | 2 – 1 | Lanerossi Vicenza |  |

| 11 ottobre 1964 5ª giornata | Lanerossi Vicenza | 3 – 2 | Varese |  |

| 18 ottobre 1964 6ª giornata | Lanerossi Vicenza | 0 – 0 | Torino |  |

| 25 ottobre 1964 7ª giornata | Mantova | 0 – 1 | Lanerossi Vicenza |  |

| 8 novembre 1964 8ª giornata | Lanerossi Vicenza | 2 – 1 | Lazio |  |

| 15 novembre 1964 9ª giornata | Lanerossi Vicenza | 2 – 0 | Catania |  |

| 22 novembre 1964 10ª giornata | Foggia & Incedit | 1 – 0 | Lanerossi Vicenza |  |

| 29 novembre 1964 11ª giornata | Inter | 3 – 2 | Lanerossi Vicenza |  |

| 13 dicembre 1964 12ª giornata | Lanerossi Vicenza | 1 – 1 | Fiorentina |  |

| 20 dicembre 1964 13ª giornata | Atalanta | 1 – 0 | Lanerossi Vicenza |  |

| 27 dicembre 1964 14ª giornata | Lanerossi Vicenza | 0 – 0 | Genoa |  |

| 3 gennaio 1965 15ª giornata | Lanerossi Vicenza | 1 – 0 | Roma |  |

| 10 gennaio 1965 16ª giornata | Messina | 0 – 0 | Lanerossi Vicenza |  |

| 17 gennaio 1965 17ª giornata | Lanerossi Vicenza | 1 – 3 | Juventus |  |

#### Girone di ritorno
| 24 gennaio 1965 18ª giornata | Sampdoria | 0 – 3 | Lanerossi Vicenza |  |

| 31 gennaio 1965 19ª giornata | Lanerossi Vicenza | 1 – 1 | Bologna |  |

| 7 febbraio 1965 20ª giornata | Milan | 0 – 1 | Lanerossi Vicenza |  |

| 14 febbraio 1965 21ª giornata | Lanerossi Vicenza | 1 – 0 | Cagliari |  |

| 21 febbraio 1965 22ª giornata | Varese | 3 – 2 | Lanerossi Vicenza |  |

| 28 febbraio 1965 23ª giornata | Torino | 3 – 0 | Lanerossi Vicenza |  |

| 7 marzo 1965 24ª giornata | Lanerossi Vicenza | 1 – 0 | Mantova |  |

| 21 marzo 1965 25ª giornata | Lazio | 0 – 0 | Lanerossi Vicenza |  |

| 28 marzo 1965 26ª giornata | Catania | 2 – 0 | Lanerossi Vicenza |  |

| 4 aprile 1965 27ª giornata | Lanerossi Vicenza | 0 – 1 | Foggia & Incedit |  |

| 11 aprile 1965 28ª giornata | Lanerossi Vicenza | 1 – 1 | Inter |  |

| 25 aprile 1965 29ª giornata | Fiorentina | 4 – 1 | Lanerossi Vicenza |  |

| 9 maggio 1965 30ª giornata | Lanerossi Vicenza | 2 – 2 | Atalanta |  |

| 16 maggio 1965 31ª giornata | Genoa | 3 – 1 | Lanerossi Vicenza |  |

| 23 maggio 1965 32ª giornata | Roma | 0 – 0 | Lanerossi Vicenza |  |

| 30 maggio 1965 33ª giornata | Lanerossi Vicenza | 2 – 1 | Messina |  |

| 6 giugno 1965 34ª giornata | Juventus | 3 – 1 | Lanerossi Vicenza |  |

## Statistiche

### Statistiche di squadra
| Competizione | Punti | In casa | In casa | In casa | In casa | In casa | In casa | In trasferta | In trasferta | In trasferta | In trasferta | In trasferta | In trasferta | Totale | Totale | Totale | Totale | Totale | Totale | DR  |
| Competizione | Punti | G       | V       | N       | P       | Gf      | Gs      | G            | V            | N            | P            | Gf           | Gs           | G      | V      | N      | P      | Gf     | Gs     | DR  |
| ------------ | ----- | ------- | ------- | ------- | ------- | ------- | ------- | ------------ | ------------ | ------------ | ------------ | ------------ | ------------ | ------ | ------ | ------ | ------ | ------ | ------ | --- |
| Serie A      | 30    | 17      | 7       | 7       | 3       | 20      | 16      | 17           | 3            | 3            | 11           | 13           | 28           | 34     | 10     | 10     | 14     | 33     | 44     | -11 |
| Coppa Italia |       | -       | -       | -       | -       | -       | -       | 1            | 0            | 0            | 1            | 1            | 2            | 1      | 0      | 0      | 1      | 1      | 2      | -1  |
| Totale       |       | 17      | 7       | 7       | 3       | 20      | 16      | 18           | 3            | 3            | 12           | 14           | 30           | 35     | 10     | 10     | 15     | 34     | 46     | -12 |

### Statistiche dei giocatori
| Giocatore      | Serie A  | Serie A | Coppa Italia | Coppa Italia | Totale   | Totale |
| Giocatore      | Presenze | Reti    | Presenze     | Reti         | Presenze | Reti   |
| -------------- | -------- | ------- | ------------ | ------------ | -------- | ------ |
| A. Bardin      | 1        | -3      | -            | -            | 1        | -3     |
| Benini         | -        | -       | 1            | 0            | 1        | 0      |
| S. Campana     | 10       | 2       | 1            | 0            | 11       | 2      |
| S. Carantini   | 33       | 0       | 1            | 0            | 34       | 0      |
| G. Colausig    | 20       | 2       | 1            | 0            | 21       | 2      |
| G. Console     | 1        | 0       | -            | -            | 1        | 0      |
| L. Dell'Angelo | 24       | 4       | 1            | 0            | 25       | 4      |
| G. De Marchi   | 18       | 1       | 1            | 0            | 19       | 1      |
| H. Demarco     | 11       | 0       | -            | -            | 11       | 0      |
| D. Fontana     | 9        | 2       | -            | -            | 9        | 2      |
| F. Luison      | 24       | -31     | 1            | -2           | 25       | -33    |
| L. Menti       | 31       | 1       | 1            | 0            | 32       | 1      |
| E. Patregnani  | 9        | -10     | -            | -            | 9        | -10    |
| G. Savoini     | 32       | 1       | 1            | 0            | 33       | 1      |
| A. Stenti      | 30       | 1       | 1            | 0            | 31       | 1      |
| S. Tiberi      | 21       | 0       | -            | -            | 21       | 0      |
| G. Vastola     | 34       | 7       | -            | -            | 34       | 7      |
| L. Vinicio     | 27       | 12      | -            | -            | 27       | 12     |
| G. Volpato     | 21       | 0       | 1            | 0            | 22       | 0      |
| G. Zoppelletto | 18       | 0       | 1            | 1            | 19       | 1      |